# Quận Huron, Michigan
Quận Huron một quận thuộc tiểu bang Michigan, Hoa Kỳ. Quận lỵ đóng ở. Theo điều tra dân số năm 2000 của Cục điều tra dân số Hoa Kỳ năm 2000, quận có dân số  Quận lỵ đóng ở Bad Axe.6

## Địa lý
Theo Cục điều tra dân số Hoa Kỳ, quận có diện tích km2, trong đó có km2 là diện tích mặt nước.

## Thông tin nhân khẩu
Theo điều tra dân 2 năm 2000, quận đã có dân số 36.079 người, 14.597 hộ gia đình, và 10.144 gia đình sống trong quận hạt. Mật độ dân số là 43 người trên một dặm vuông (17/km ²). Có 20.430 đơn vị nhà ở với mật độ trung bình là 24 trên một dặm vuông (9/km ²). Cơ cấu chủng tộc của quận gồm có 98,02% người da trắng, 0,19% da đen hay Mỹ gốc Phi, 0,28% người Mỹ bản xứ, 0,35% châu Á, Thái Bình Dương 0,01%, 0,32% từ các chủng tộc khác, và 0,82% từ hai hoặc nhiều chủng tộc. 1,64% dân số là người Hispanic hay Latino thuộc một chủng tộc nào. 39,3% là gốcĐức, gốc Ba Lan 18,6%, gốc Mỹ bản địa 7,8%, 6,7% gốc Anh và 6,3% gốc Ailen theo điều tra dân số năm 2000. 95,9% nói tiếng Anh, số người nói tiếng Tây Ban Nha chiếm 1,3% và 1,0% nói tiếng Ba Lan như là ngôn ngữ đầu tiên của họ.
Có 14.597 hộ, trong đó 29,00% có trẻ em dưới 18 tuổi sống chung với họ, 58,60% là đôi vợ chồng sống với nhau, 7,40% có một chủ hộ nữ và không có chồng, và 30,50% là các gia đình không. 27,30% hộ gia đình đã được tạo ra từ các cá nhân và 14,10% có người sống một mình 65 tuổi hoặc lớn tuổi hơn là người. Cỡ hộ trung bình là 2,42 và cỡ gia đình trung bình là 2,95.
Trong quận, độ tuổi dân số được trải ra với 24,20% dưới độ tuổi 18, 6,50% 18-24, 25,10% 25-44, 24,80% từ 45 đến 64, và 19,40% từ 65 tuổi trở lên người. Độ tuổi trung bình là 41 năm. Đối với mỗi 100 nữ có 97,90 nam giới. Đối với mỗi 100 nữ 18 tuổi trở lên, đã có 95,50 nam giới.
Thu nhập trung bình cho một hộ gia đình trong quận đạt $ 35.315, và thu nhập trung bình cho một gia đình là $ 42.436. Phái nam có thu nhập trung bình $ 31.950 so với 21.110 $ đối với phái nữ. Thu nhập quân đầu người là 17.851 USD. Có 7,30% gia đình và 10,20% dân số sống dưới mức nghèo khổ, bao gồm 12,20% những người dưới 18 tuổi và 9,80% của những người 65 tuổi hoặc hơn.